# Watertoren (Vianen)
De watertoren in Vianen is gebouwd in 1909.
De watertoren werd ontworpen door Roelof Kuipers. Het betreft de oudste Nederlandse watertoren met een open draagconstructie vervaardigd uit gewapend beton. De toren heeft een hoogte van 26,3 meter en één waterreservoir met een inhoud van 100 m³. 
De eigenaar van de watertoren is het waterleidingbedrijf Oasen. De watertoren is niet meer in bedrijf.
Amersfoort ·
Baarn ·
Bilthoven ·
Breukelen ·
Bunnik ·
Doorn ·
Lopik ·
Maarsbergen ·
Maarssen ·
Meerkerk ·
Mijdrecht ·
Nieuwegein ·
Oudewater ·
Rhenen ·
Soest ·
Soestdijk ·
Utrecht (Amsterdamsestraatweg 380 ·
Heuveloord ·
De Inktpot ·
Neckardreef ·
Spoorwegmuseum ·
Riouwstraat ·
Lauwerhof) ·
Vianen ·
Woerden ·
Woudenberg ·
Zeist